# عبد الله عادل
عبد الله عادل (مواليد 7 فبراير 1994) هو لاعب كريكيت أفغاني من الدرجة الأولى شارك في دورة الألعاب الآسيوية 2014.

## روابط خارجية
- عبد الله عادل على موقع إي آس بي آن كريك إنفو (الإنجليزية)